# 셀린느
셀린느(프랑스어: Céline 셀린[*])는 프랑스에 본사를 둔 패션 브랜드이다. 1945년 셀린 비피아나(Céline Vipiana)와 그의 남편 리샤 비피아나(Richard Vipiana)가 세운 셀린느는 어린이 신발을 맞춤 제작하는 장신구 전문점인 부티크로 시작했다. 이들 부부는 아이들의 장신구를 만드는 가게로 시작했지만 1948년까지 3개의 더 많은 가게들로 확장했고, 키치함을 넘어 매일 여성들이 착용할 수 있는 데일리룩을 목표로 디자인하기 시작했다. 1987년 LVMH의 회장인 베르나르 아르노가 셀린느를 89개의 매장에 입점시켰고, 그로부터 9년 후에는 LVMH 그룹의 일부분이 되었다.